# 미국의 국립공원
미국의 국립공원의 목록이다. 일람표 밑에는 11개의 주요 공원의 간략한 설명이 있다.

## 전체 목록
| 국 립 공 원 명        | 소 재 주 명                  | 개설연도 | 면 적(ha) | 특 색 (주요 관광 포인트)                                            |
| --------------------- | ---------------------------- | -------- | --------- | ------------------------------------------------------------------- |
| 아케디아              | 메인                         | 1919     | 16,650    | 암석이 돌출하는 해안                                                |
| 빅밴드                | 텍사스                       | 1944     | 283,300   | 산지와 리오그란데를 둘러싸는 사막·야생동물                          |
| 브라이스캐니언        | 유타                         | 1928     | 14,400    | 천태만상의 기암                                                     |
| 캐니언 랜 드          | 유타                         | 1964     | 103,050   | 적암(赤岩)·협곡 등 색채가 풍부한 황야                               |
| 칼스베드 동굴         | 뉴멕시코                     | 1930     | 18,700    | 거대한 동굴안에 있는 종유석, 석순들. 동굴에 사는 박쥐의 큰 무리.    |
| 크레이터 호           | 오리건                       | 1902     | 64,100    | 휴화산의 화구에 생긴 호수                                           |
| 에버그레이스          | 플로리다                     | 1947     | 560,200   | 아열대성 식물·새·동물                                               |
| 그레이셔              | 몬태나                       | 1910     | 405,300   | 로키산맥에 있음, 특히 빙하의 경치가 훌륭하고, 야생동물도 있다.      |
| 그랜드 캐니언         | 애리조나                     | 1919     | 269,400   | 1,500m를 넘는 깊은 침식 협곡, 노출된 지층의 색갈 변화, 콜로라도 강. |
| 그랜드티턴            | 와이오밍                     | 1929     | 12,400    | 높은 산이 그림처럼 아름답게 늘어서 있다.                            |
| 그레이트스모크산맥    | 노스캐롤라이나 · 테네시      | 1930     | 205,100   | 블랙힐 동쪽으로 최고의 산맥, 식생(植生)이 풍부하다.                 |
| 과들루푸산맥          | 텍사스                       | 1966     | 31,000    | 텍사스 최고봉이 있다.                                               |
| 힐레아칼라            | 하와이                       | 1961     | 10,500    | 세계에서 가장 유명한 화산                                           |
| 하와이 화산           | 하와이                       | 1916     | 88,100    | 훌륭한 화산지대, 식생이 풍부하다.                                   |
| 하트 스프링스         | 아칸소                       | 1921     | 414       | 온천요법에 효험이 있는 온천(47개소)                                 |
| 아일 로열(Isle Royal) | 미시간                       | 1940     | 215,700   | 슈피리어호 최대의 무인도                                            |
| 킹스캐니언            | 캘리포니아                   | 1940     | 184,100   | 거대한 협곡, 높은 산, 거대한 세콰이어                               |
| 래슨화산              | 캘리포니아                   | 1916     | 42,800    | 화산활동에 의한 용암상(溶岩床)·온천·증기공·호수 등                  |
| 매머드 동굴           | 켄터키                       | 1936     | 20,500    | 지하하천을 가진 커다란 석회암의 미로(迷路)                          |
| 매사벨데              | 콜로라도                     | 1906     | 20,800    | 미국에서 가장 잘 보존된 선사시대의 벼랑주거 유적                    |
| 매킨리산              | 알래스카                     | 1917     | 775,800   | 북아메리카 최고의 웅장한 풍경                                       |
| 레이니어산            | 워싱턴                       | 1899     | 96,800    | 방사상의 빙하, 깊은 삼림, 꽃피는 목장                               |
| 올림픽                | 워싱턴                       | 1938     | 358,600   | 태평양 연안의 서북부에서 가장 아름다운 산지, 큰 사슴                |
| 페트리파이드삼림      | 애리조나                     | 1962     | 37,700    | 화석수(化石樹)                                                      |
| 프라트                | 오클라호마                   | 1906     | 360       | 냉천(冷泉)                                                          |
| 로키마운틴            | 콜로라도                     | 1915     | 104,900   | 3,000m 이상의 산이 60개 이상 있고, 꼭대기는 툰드라 지대             |
| 세콰이어              | 캘리포니아                   | 1890     | 154,750   | 거목 세콰이어, 하이시에라의 경관, 휘트니산                          |
| 셰넌도어              | 버지니아                     | 1935     | 84,900    | 수목으로 덮인 산, 산꼭대기의 드라이브                               |
| 버진제도              | 미국령 버진아일랜드          | 1956     | 606       | 해안 보양지, 카리브해 인디언의 유적                                 |
| 윈드케이프            | 사우스다코타                 | 1903     | 11,200    | 블랙힐스의 석회동                                                   |
| 옐로스톤              | 와이오밍 · 몬태나 · 아이다호 | 1872     | 888,700   | 세계 최대의 간헐천, 훌륭한 폭포와 계곡, 야생동물                    |
| 요세미티              | 캘리포니아                   | 1890     | 304,400   | 폭포와 계곡, 세콰이어, 화강암                                       |
| 자이언                | 유타                         | 1919     | 58,800    | 남유타 사막 중심부의 다채로운 협곡, 단애절벽                        |

## 그랜드 캐니언 국립공원
그랜드 캐니언 국립공원은 1919년 2월 26일 의회법에 의해 탄생되었다. 1893년 채광, 벌목과 사냥을 계속 허락한다는 전제하에 숲을 보존하는 보호가 처음 시작되었다. 사냥감 보존에 대한 법이 1906년 강화되어 야생동물을 보호하게 되었으며, 1908년 국립 기념물을 다시 설계했다.
이 공원은 장관을 연출하는 그랜드 캐니언이 주로 차지하고 있다. 그랜드 캐니언은 구불구불한 형태에 깊이 1.5km, 길이 445.8km이다. 융기된 지각(해발 고도 2.5km) 위에서 600만 년 동안의 지질학적 활동과 콜로라도 강에 의한 침식으로 형성되었다. 공원은 강 북쪽의 노스 림(North Rim)과 강 양쪽의 사우스 림(South Rim) 두 지역으로 나뉘며, 보이는 협곡의 너비는 200m에서 30km이다.
계곡 내에 있는 둔덕, 소용돌이, 메사와 사원 들은 가장자리에서 내려다보면 사실상 산맥으로 보인다. 계절의 변화에 따라 끊임없이 강물의 침식 작용이 계속되면서 긴 협곡과 그 지류를 따라 곳곳에 반들반들해진 바위로 인상적인 폭포와 급류를 만들어 낸다.
20억 년에 걸친 역동적인 지각 활동 결과, 계곡 안에 노출된 수평 단층은 선캄브리아대 초기와 말기, 고생대, 중생대, 신생대 등 크게 4개의 지질 시대에 대한 증거를 제공한다. 비슈누 편암(Vishnu Schist) 형태로 알려진 초기 선캄브리아시대 편암은 화석이 전혀 없다. 화석에 대한 증거가 처음 나타나는 것은 후기 선캄브리아대 베이스 석회석(Bass Limestone)으로, 초기 식물 형태가 남아 있다. 그다음의 단층은 고생대에 만들어진 것으로 해양과 육지 화석들이 발견되는데, 이 땅 전체가 가라앉고 융기했을 당시의 먼 옛날 모습을 보여 준다. 중생대는 이 공원 안에서 잘 보이지 않지만 초기 파충류에 의해 만들어진 자취가 나바호 인디언 보호구역(Navajo Indianreservation) 내의 동쪽에서 발견되었다. 이것들은 초기 신생대 포유동물의 몇 안 되는 화석 유물이다.
고도가 높은 지역은 사막으로부터 산악에 이르는 다양한 상태의 기후와 서식지를 제공한다. 협곡은 광대한 5개의 다른 동식물 지역이 펼쳐져 있는 생물학 박물관이다. 즉, 콜로라도의 푸른가문비나무(blue spruce)와 로키산단풍나무(Rocky Mountain maple)가 자라는 노스 림 고원의 허드슨 지역, 높이 2,500m로서 사시나무(aspen)와 폰데로사소나무(Ponderosa), 더글러스전나무(Douglas fir), 미국산전나무(white fir)가 자라는 노스 림 근방의 캐나다 지역, 고지 이행(移行) 지역의 폰데로사소나무(Pinus ponderosa)와 감벨참나무(gambel oak, Quercusgambelii)가 자라는 숲, 유타향나무(Utah juniper), 피논소나무(pinon pine), 세이지브러시(sagebrush)가 자라는 상부 소노란(Sonoran)과 사우스 림의 아래쪽, 사막선인장(desert cacti), 래빗브러시(rabbitbrush), 메스키트(mesquite), 모먼티(Morman tea)와 만자니타(Manzanita) 등이 자라는 협곡 아래와 맨 밑바닥에 해당하는 하부 소노란 등이다.
1,000종이 넘는 식물종이 공원 내에서 확인되어 왔다. 여기에는 팔머앰소니아(Palmer amsonia), 골든위드(goldenweed), 플레인선인장(plains cactus), 스쿨러캐치플라이(scouler catchfly), 야생메밀(wild buckwheats), 큰앵초(primrose)와 클루트펜스테몬(clute penstemon)이 포함되어 있다. 이 외에 15가지 식물이 멸종우려종을 위한 법률 하에 위협받는 종으로 고려하기 위해 추천되었다. 공원 내 11종의 식물들이 미국 법에 의해서 위기종으로 등록되었다.
절멸이 우려되는 동물군, 76종의 포유동물, 299종의 조류, 41종의 파충류와 양서류가 공원 내에서 확인되었고 약 16종의 어류가 콜로라도 강 본류와 지류에 서식하고 있다. 희귀종 또는 멸종우려종 조류들이 1973년 미국 위기종보호법(United States Endangered Species Act) 아래 등록되었다.
북아메리카 고대 문화(Archaic cultures, 최초로 인간이 거주한 것으로 알려진)의 증거를 포함하는 이 공원은 2,600개 이상의 선사 시대 유적을 간직하고 있는 것으로 보고되었다. 사우스 림을 따라 코호니나 인디언(Cohonina Indian)과 사우스 림과 노스 림과 계곡 내에 아나사지 인디언(Anasazi Indian)이 살았다. 이때 이 협곡 안으로 이주해 온 후알라파이(Hualapai)와 하바수파이(Havasupai) 인디언은 1860년 앵글로아메리칸이 도착하기 전까지 방해받지 않고 살았다. 남아 있는 고고유적지들은 가혹한 기후와 물리적 환경에서 인간 사회가 어떻게 적응해 왔는지 보여 준다.
1919년 2월 26일 의회법으로 국립공원 탄생. 1893년 채광, 벌목, 사냥이 허락되면서 숲을 보전하는 보호가 처음 시작되었다. 1906년 야생동물 보호를 위한 사냥감 보존이 강화됨. 1908년 국립기념물로 다시 설계. 1979년 10월 24일 유네스코 세계자연유산으로서 받아들여졌다.

## 그랜드 티턴 국립공원

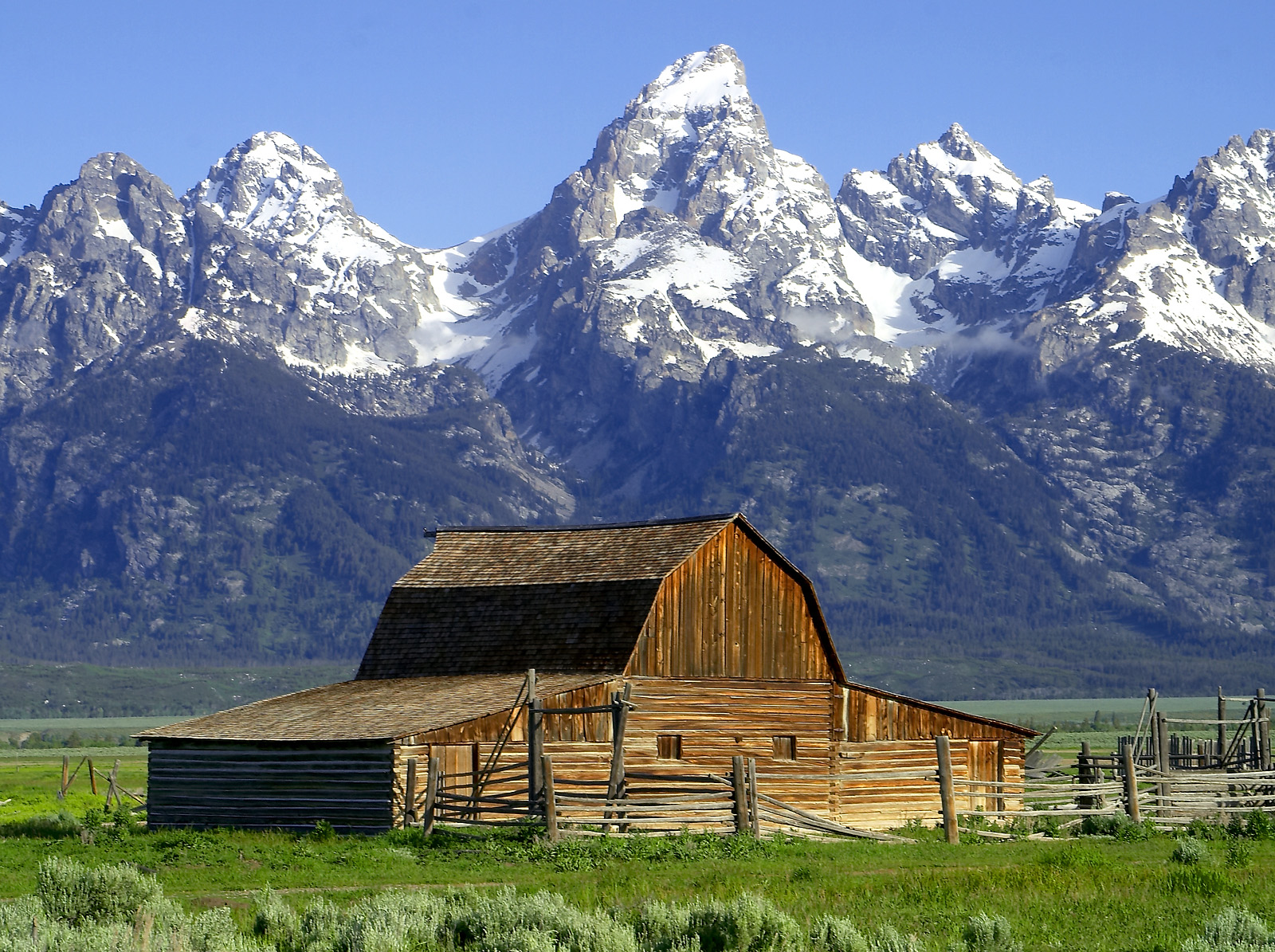
그랜드 티턴 국립공원

그랜드 티턴 국립공원(Grand Teton National Park)은 1만2천피트가 넘는 높은 산봉우리들의 위세가 돋보이는 공원이다. 영화 셰인의 촬영지이기도 했던 곳으로 1929년 국립공원으로 지정됐으며, 공원내부를 지나 옐로스톤 공원으로 들어간다. 이 공원의 넓이는 4백85평방마일로 옐로스톤에 비하면 7분의 1밖에 안되지만 높은 산과 맑은 호수, 그리고 넓은 목장이 만들어내는 경관이 스위스의 알프스산과 비교될 만큼 아름답고 화려해 매년 수백만명 이상의 관광객들이 이곳으로 몰려든다. 야생동물을 위한 보호지역이 있어 북미 특유의 사슴종류들과 들소, 곰, 고라니들을 볼 수 있으며, 겨울철을 제외한 계절에는 계곡과 초원 곳곳에 만발한 야생화를 즐길 수 있다. 특히 가을철의 백양나무 단풍은 눈이 부실 정도로 찬란하다. 해발 1만3천7백70피트에 달하는 그랜드티턴의 산정은 코스가 험준한 것으로 정평이 나있다. 그 위험도가 알프스산과 맞먹는다고 한다. 그랜드티턴은 로키산맥의 원줄기에 속하지만 그 생성연도는 로키산맥보다 5천만년이 늦은 것으로 추정된다. 9백만년 전 커다란 지각변화에 의해 융기된 산맥은 시초에는 3만피트의 높이었다. 그런데 오랜 세월동안의 침식과 풍화작용에 의해 단단한 화강암만 남게 되었는데, 거대한 빙하작용 때문에 오늘날의 높이와 모습으로 변하게 된 것이다.

## 노스캐스케이드 국립공원

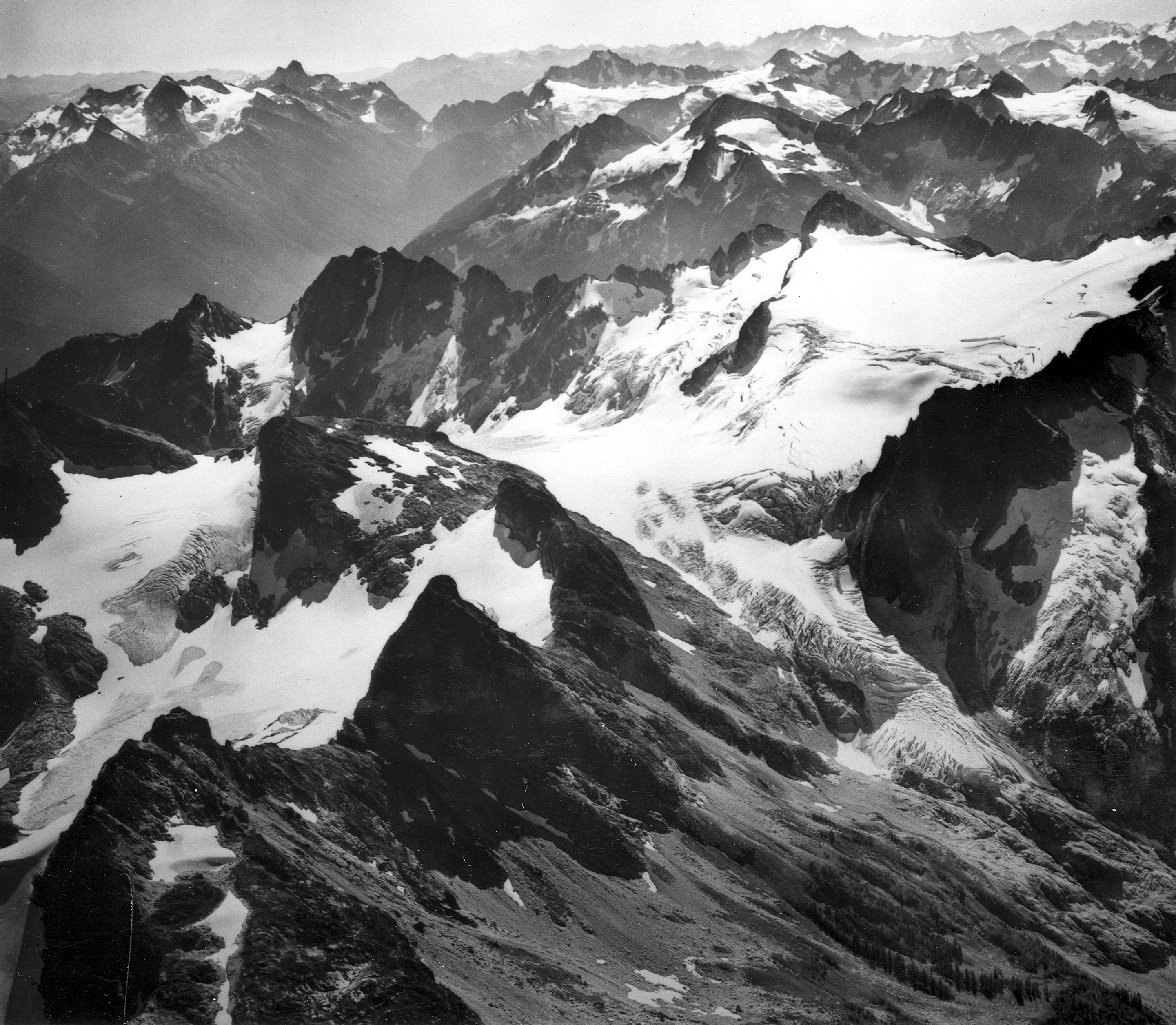
노스캐스케이트 국립공원

미국의 서북쪽 워싱턴주, 캐나다와의 국경 바로 남쪽에 자리잡고 있는 노스캐스케이드 국립공원(North Cascade National Park)은 현대문명과 관련된 모든 것이 배제된 야생지역이라 할 수 있다. 이 공원내에는 자연 그대로의 풍경과 더불어 눈에 덮인 깎은 듯한 산봉우리와 깊은 계곡, 그리고 원시림이 계속된다.노스캐스케이드의 산들은 3백개가 넘는 활동중의 빙하들의 침식이 추가되어 특이한 산의 모양과 계곡이 형성되고 있다. 서쪽 바다에서 불어오는 바람이 이 산맥에 부딪혀 비나 눈으로 변하여 산 전체를 뒤덮게 된다. 캐스케이드산맥 서쪽 일대는 연강우량이 1백11인치가 넘으며 겨울철 강설량은 46피트를 초과한다. 이리하여 노스캐스페이드의 높은 지대에는 빙하가 형성되어 벌써 2만년 이상이나 침식을 계속해오고 있다. 거대한 U자형의 계곡과 깊고 길다란 호수들이 형성되었는데 이 공원 남단에 남북으로 길게 뻗은 Chelan호수는 빙하에 의하여 2천피트나 깊이 파인 계곡에 물이 고여 생긴 것이다. 다이아블로 호수와 셸란호수는 아름다움으로 찬사를 받는데, 특히 셸란호수는 그 길이가 55마일이나 되며 빙하작용으로 2천피트에 가까운 깊이로 파인 계곡에 물이 고였기 때문에 북미대륙에서 가자 깊은 호수의 하나이며, 고지대에 있는데도 호수 밑바닥은 해상수면보다 4백피트나 낮은 곳에 위치한다.

## 레드우드 국립공원

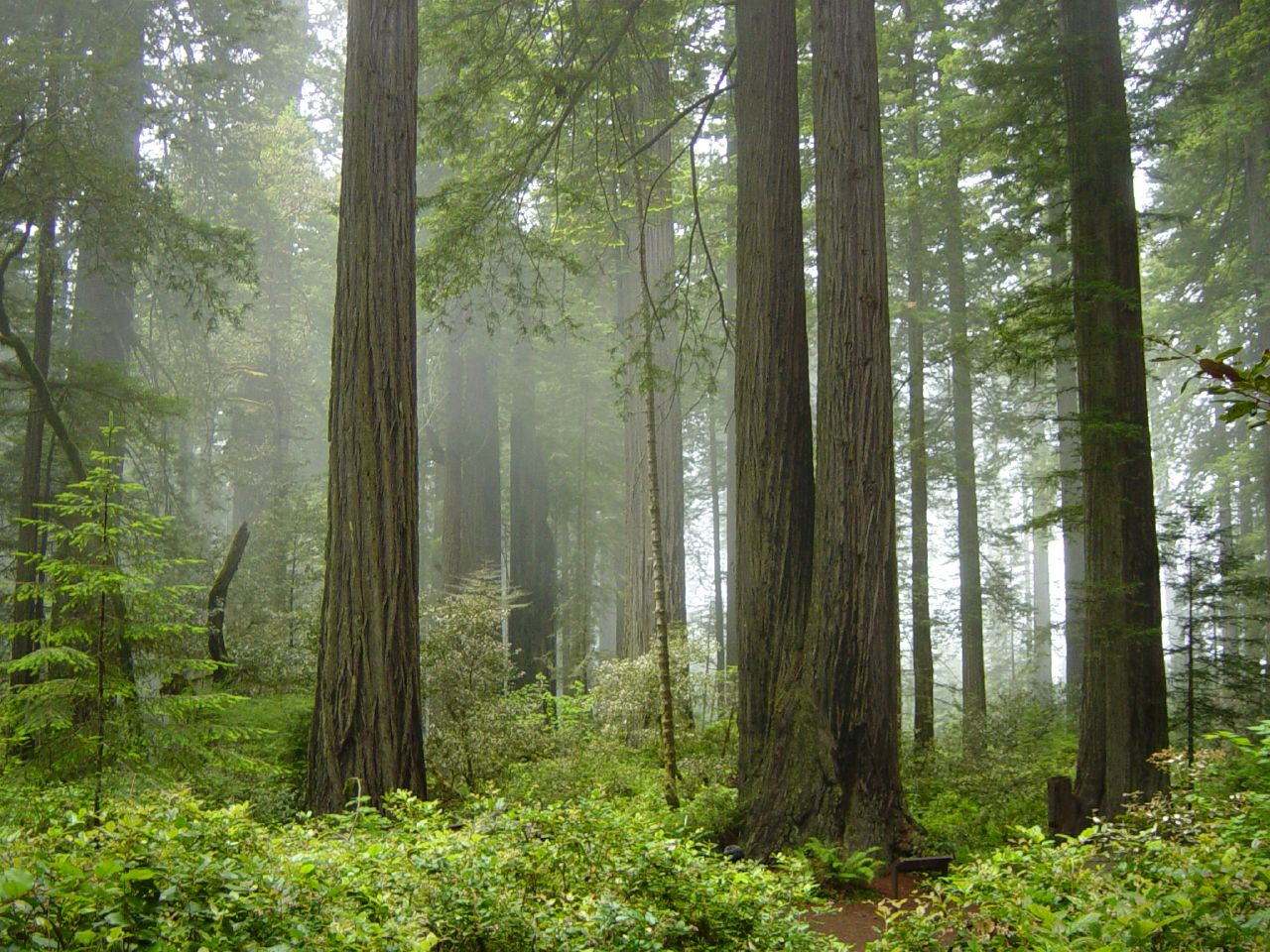
레드우드 국립공원

레드우드 국립공원(Redwood National Park)은 캘리포니아 북부 해안지대이며 3백피트를 넘는 세계에서 제일 키가 큰 나무 중의 나무 레드우드(미국 삼나무)들이 살고 있는 곳이다. 나무들의 키가 하도 높아서 나무 꼭대기는 보이지 않고 감도는 안개와 간혹 비치는 푸른 하늘만 보일 뿐이다.현재 이 국립공원 안에서 제일 키가 큰 나무는 3백37피트가 넘는 나무인데 미국에서뿐만 아니라 세계에서 제일 부피가 큰 나무와 세계에서 제일 나이가 많은 나무도 살고 있다. 레드우드 나무를 관통하여 차가 다닐 수 있도록 한 도로가 있어 그 부피를 짐작할 수 있다.오솔길을 따라 걸어가면서 자유로이 구경할 수 있도록 1마일정도의 산책도로가 삼림속에 만들어져 있어서 이 신비로운 분위기를 맘껏 느낄 수 있다. 레드우드 국립공원 주의 해안지역에는 봄이나 가을에는 이동하는 고래떼들도 볼 수 있으며 갈매기와 물수리 등은 계절에 관계없이 항상 날아다니고 물개들의 모습도 보인다.

## 로키마운틴 국립공원

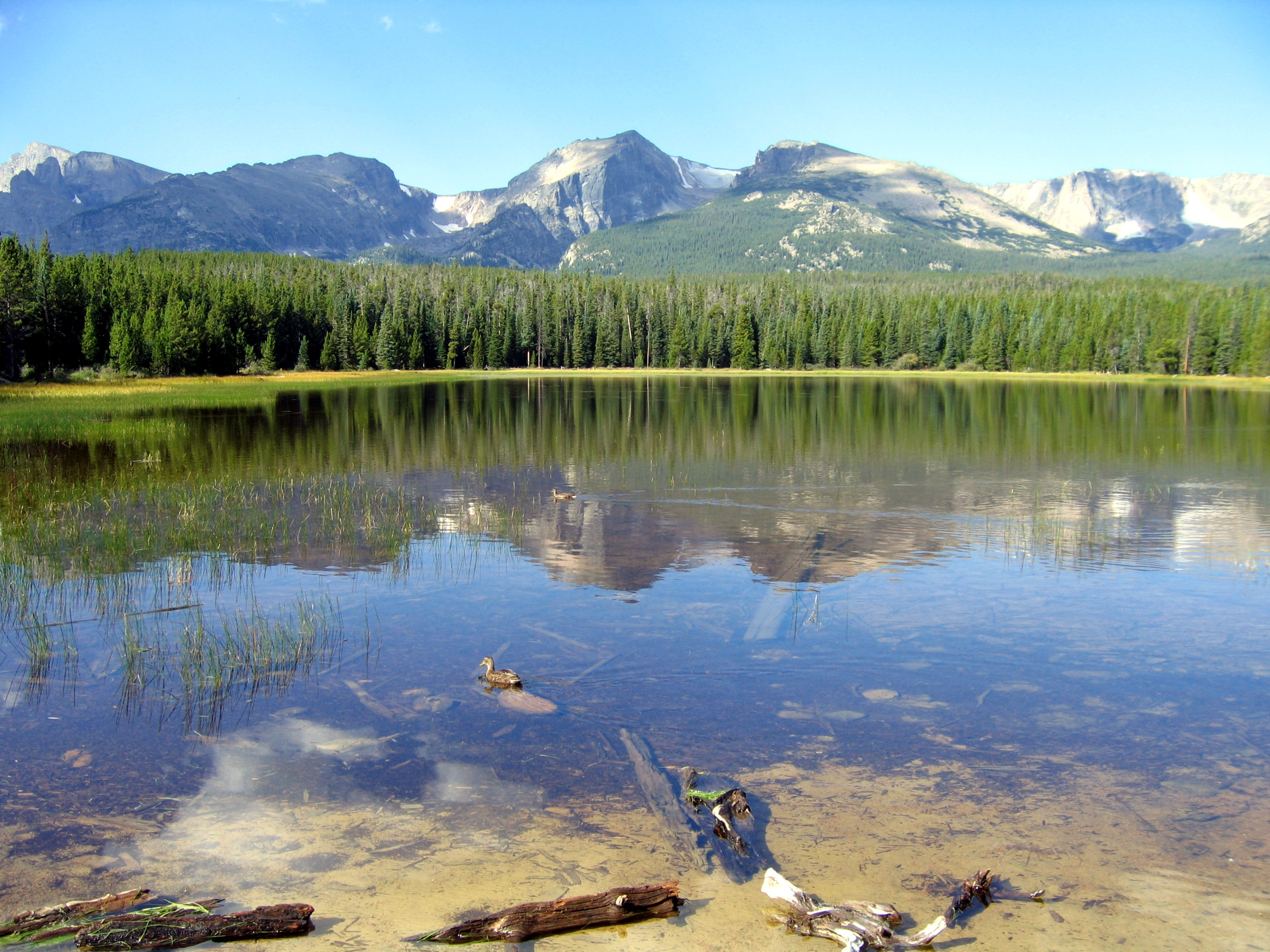
비어스타트 호수, 로키마운틴 국립공원

로키산맥은 캐나다에서 미국을 거쳐 멕시코에 이르는 북미대륙의 등뼈로서 서부와 동부를 가르는 분수령이다. 2천8백여마일에 이르는 세계 유수의 이 거대한 산맥 중간부에 해당하는 콜로라도의 일부를 따서 그 아름다움을 보존하기 위해 국립공원으로 지정했는데 이것이 로키마운틴 국립공원(Rocky Mountain National Park)이다. 20억년전 이곳은 광대한 바다 밑에 잠겨 있었다. 주변의 산에서 씻겨내려온 흙과 모래는 그 장구한 기간에 축적되어 몇만피트라는 두꺼운 지층을 형성하기에 이르렀고, 눌리는 힘과 높은 온도에 의하여 이 지층은 바위층으로 변하게 되었다. 15억년 전후에 이르러서는 밑에서 솟아오르는 암장으로 그 바위층의 구성은 복잡하게 뒤섞인 모양으로 얼룩졌는데 솟아오르는 암장의 힘이 더 컸더라면 지상으로 솟아올라 용암으로 됐겠지만 이때 이곳 암장은 지상까지 올라오지 못하고 지하에서 장구한 시간에 걸친 냉각에 의해 화강암 등으로 변화됐다. 이때의 암석층이 이곳 로키산맥의 기본토대가 되었는데 지역에 따라 그 질과 모양이 다른 것은 그 후 몇억년간의 복잡한 지각변화를 말해주고 있다.그 후 수천만년 동안 바다밑에 들어가 있던 이 지역은 약 7천만년전부터 다시 융기를 시작하여 높은 곳은 2만피트까지 솟아올랐으나 계속되는 침식에 다시 평범한 야산으로 변해갔다. 그 후 2천5백만년전에 다시 융기된 것이 오늘날의 로키산맥의 형태를 형성하기에 이르렀는데 1백여만년전부터 수차 계속된 대빙하의 작용으로 산 봉우리와 계곡의 모양이 크게 달라졌다.이 공원 안에 있는 Alpine Vistor Center의 고도는 1만1천7백96피트이며 덴버의 기온보다 항상 화씨 30도 내외가 낮다. 그 이유는 1천피트가 높아지만서 기온이 4도내외 더 낮아지기 때문이다. 그래서 이 산맥분수령 부근에는 알래스카나 시베리아 지역같은 툰드라 지대가 있고, 그 밑에 역시 아한 대성 수목이 있는 지대와 점차 고도가 낮아지면서 소나무 종류가 가장 높은 곳에는 지형에 따라 만년설이 있어서 한 여름에도 녹지 않은 눈을 볼 수 있다. 그 부근의 툰드라지대에는 북극권에서만 볼 수 있는 특수한 화초가 서식한다.

## 마운트 러시모어 내셔널 메모리얼

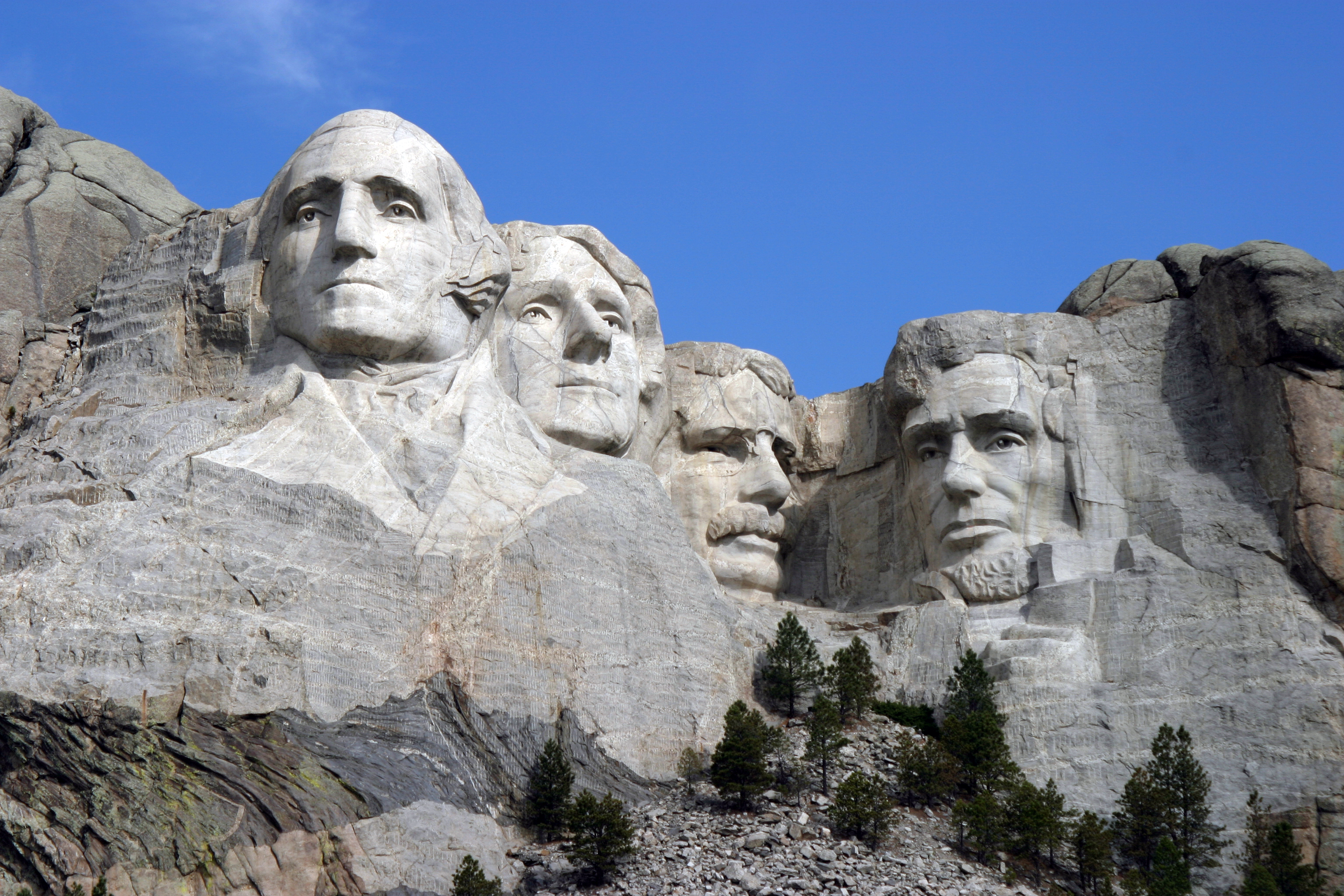
러시모어 산에 있는 대통령 조각상. (왼쪽부터) 조지 워싱턴, 토머스 제퍼슨, 시어도어 루스벨트, 에이브러햄 링컨.

러시모어 산은 미국에 위치한 산으로, 미국의 훌륭한 대통령 4명을 조각한 조각상(러시모어 산 내셔널 메모리얼, Mount Rushmore National Memorial)이 있는 곳으로 유명하다. 북미대륙의 한가운데, 사우스 다코타주와 와이오밍주에 걸쳐있는 블랙힐스라는 산악군이 대평원 속에 우뚝 솟아있다. 러시모어 산은 그 중의 하나이다.
마운트 러시모어에는 자연의 위풍과 인간의 집념이 결합되어 이루어진, 미국역사의 한 페이지가 상징적으로 새겨져 있다. 미국 초대 대통령이고 위대한 민주국가의 탄생을 위하여 헌신한 조지 워싱턴, 미국의 독립선언문을 기안했고, 루이지애나 지역을 구입해 국토를 넓힌 토머스 제퍼슨, 남북전쟁 당시 북군의 승리로 미연방을 살렸고, 모든 인간의 자유를 지킨 에이브러햄 링컨, 그리고 서부의 자연보호에 공헌이 컸고 파나마운하 구축 등 미국의 위치를 세계적으로 올려 놓은 시어도어 루즈벨트 등 네 위인의 초상이 산정의 거대한 바위에 상상을 초월하는 크기로 그 위풍을 과시하고 있다.조각할 당시엔 다이너마이트로 깎아 내어 못과 망치로 다듬질을 하여 만들었다고한다. 러시모어 조각상은 무려 14년이란 시간에 걸쳐 만들어졌다. 흰머리독수리도 조금 서식하고 있다.

## 메사버드국립공원

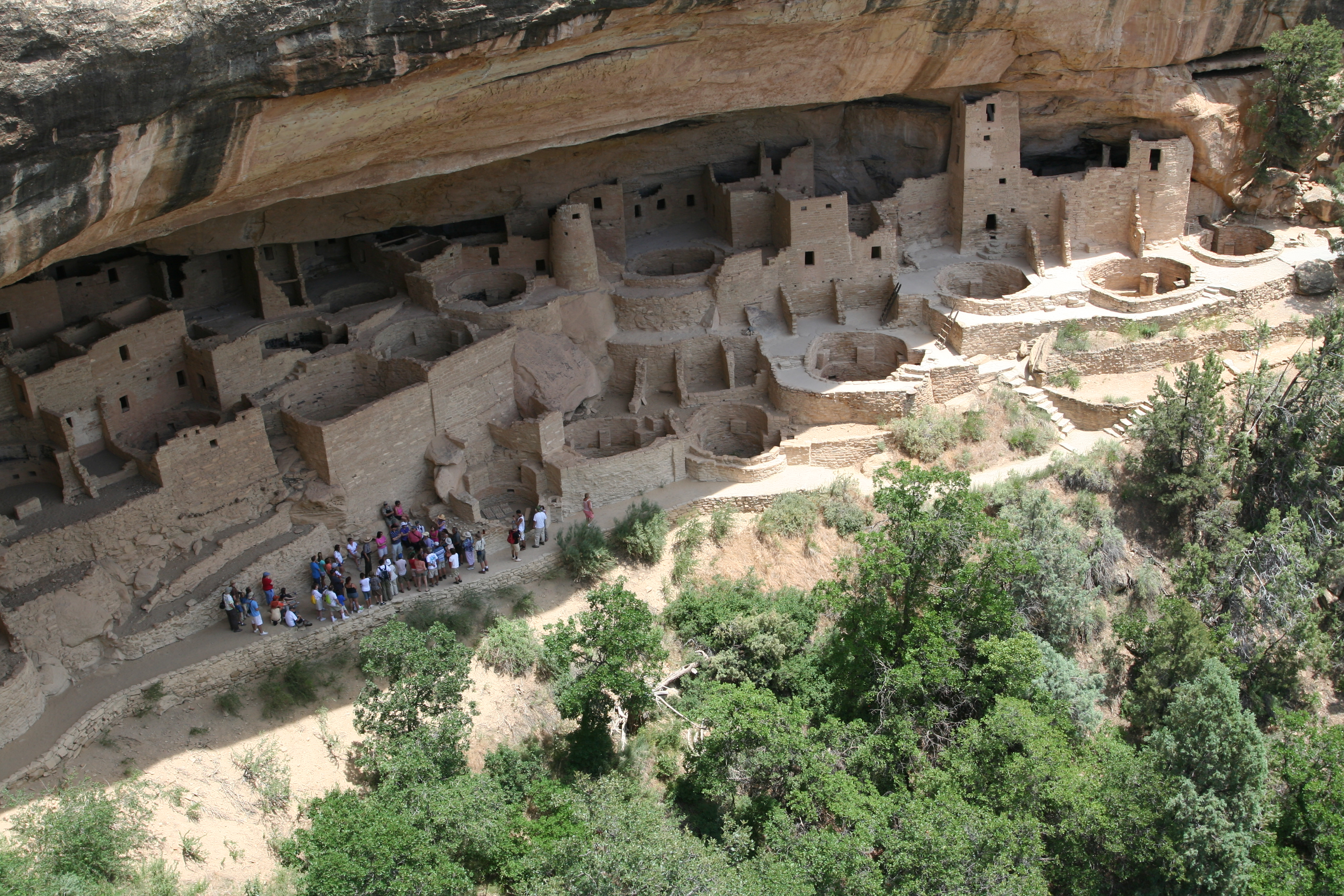
메사버드 국립공원에 있는 가장 큰 규모의 벼랑거주지, 절벽의 궁전

메사버드국립공원(Mesa Verde National Park)은 미국 콜로라도 남서부에 있는 국립공원이다. 메사버드(Mesa Verde IPA: [ˈmeɪsə ˈvɜrd, ˈvɜrdi])는 스페인어로써 그 의미는 초록색의 메사(대지 臺地)란 뜻이다. 이곳 메사의 절벽 여러곳에 옛날 푸에블로 인디안의 선조로 알려진 아나사지 인디언들이 부락을 형성해서 살았던 유적이 많이 발견되었다. 메사의 벼랑에 움푹 들어간 알코브(Alcove)가 여럿 있는데 이곳을 주택지로 삼고 살았다. 큰 주택지로 150개의 방을 가진것도 있다. 공원 입구의 위치는 코테즈(Cortez)에서 동으로 9마일(15km), 듀랑고(Durango)에서 서쪽으로 35마일(56km)위치에 있다. 매년 약 56만 명이 넘는 방문객이 찾아 온다. 여름철 방문객 수는 매일 3천명까지 올라간다.

## 모뉴멘트 밸리 나바호 공원
모뉴멘트 밸리 나바호(Monument Valley and Navajo) 공원은 끝없이 뻗은 붉은 대평원 위의 치솟은 거대한 암석 기둥과 절벽언덕, 백인들과의 수많은 싸움에서 아메리칸 인디언들의 불행한 역사가 기록된 역사의 현장이다. 나바호 인디언들의 숭고한 성지로, 또 서부영화의 배경으로도 잘 알려진 모뉴멘트 밸리 나바호 공원은 인디언 자치구역으로 수많은 관광객들이 즐겨 찾는 명소이다.동서남북으로 끝없이 뻗은 넓고넓은 허허벌판 위에 거대한 돌기둥과 마천루같은 절벽들이 우뚝우뚝 솟아있다. 이 넓은 평원은 거의가 황무지이고 짙은 붉은색의 샌드스톤으로 뒤덮여 있다. 모뉴멘트 밸리 나바호 공원은 1천6백만 에이커에 달하는 나바호 인디언 자치구역의 북쪽 한구석을 점유하고 있으며, 그 독특한 경치와 사라져가는 인디언 전통을 보여준다. 그랜드캐년에서 동쪽으로 1백73마일지점 유타, 콜로라도, 뉴멕시코, 애리조나 등 4개주가 합치는 미국내의 유일한 지점 Four Corner에서 서쪽 60마일에 위치한 모뉴멘트 밸리는 1400년대 나바호 인디언들의 선조인 아사바스칸족이 캐나다 북부에서 이주해온 것으로부터 시작을 한다. 그때부터 1700년대 스페인의 침략이 시작되기까지 미국 서남부지역의 왕자로 군림하였다. 스페인 사람들이 갖고 온 양과 염소, 그리고 미대륙에는 사라진 후 처음으로 나타난 말이 인디언들에게 큰 관심의 대상이 되면서 이로 인한 사건과 싸움이 작지 않았다. 1846년에 뉴멕시코가 미국으로 편입된 이후부터는 미국인과 인디언 사이의 싸움이 되고 말았다.나바호 공원은 가도가도 끝없이 넓은 붉은 사막의 평원, 태양과 구름의 움직임이 시시각각으로 바뀌는 음과 양의 변화무쌍한 인디언들의 숭고한 성지이다.

## 브라이스캐니언 국립공원

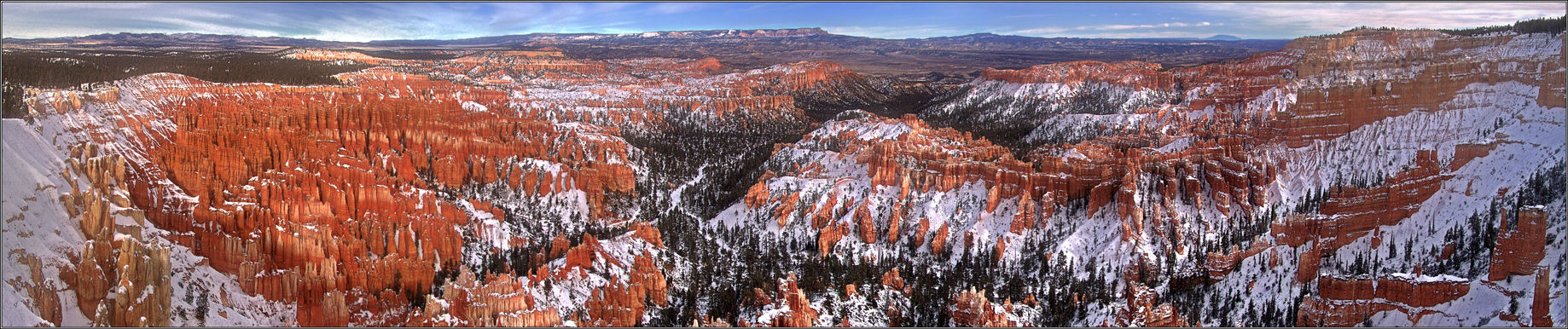
브라이스캐니언 국립공원

브라이스캐니언 국립공원(Bryce Canyon National Park)은 미국 유타주에 있는 국립공원이다. 브라이스캐니언은 수만개의 섬세한 첨탑을 가진 여러 개의 반원형 극장의 집단과 같은 모습이다. 이곳의 수만개를 헤아리는 기묘한 첨탑 하나하나는 모두 물의 힘에 의해 만들어진 것이다. 바다밑에 있을 때 토사가 쌓여서 형성된 암석이 지방에 우뚝 솟은 후 빗줄기와 흐르는 물의 힘에 의해 다시 본래의 토사로 변하여 흘러내려가는데 비교적 단단한 암석만 침식되지 않고 남아서 무수한 첨탑이 생긴 것이라고 한다. 브라이스캐니언을 형성하고 있는 반원형 극장의 가장자리는 50년 간격으로 약 1피트씩 후퇴하고 있는데 이러한 현상은 지질학적으로 볼 때 대단히 빠른 속도로 진행되는 것으로 보고 있다. 이곳에서 서식하는 동물들, 그리고 뿌리를 내리고 사는 수목과 화초들 모두가 이 신비한 자연 속에 서로 미묘한 관계를 유지하며 위대한 자연의 조화를 보여주고 있다. 해발 7천피트 내외의 이 공원의 밑바닥에는 시퍼라고 부르는 향나무의 일종인 Utah Juniper가 무성하다. 전망대가 설치된 8천피트 내외의 지대에는 Ponderosa Pine이라는 소나무들이 즐비하며 9천피트의 정상부에는 Douglas Fir와 White Fir 등의 전나무 종류가 있어 자태를 뽐낸다. 이 지역의 아름다운 경치와 자연을 보호하기 위해 1923년 준국립공원으로 지정됐고, 5년후인 1928년 국립공원으로 승격됐다. 이 공원의 면적은 3만6천여 에이커이지만 남북으로 21마일이나 되는 긴 지역이며 잘 포장된 도로가 공원 전체에 깔려 있어 13개나 되는 전망대에 들르기 편하다. 대표적인 전망대로는 선라이즈 포인트, 브라이스 포인트, 선셋 포인트, 페얼리랜드 포인트 등이 있다.

## 아케디아 국립공원

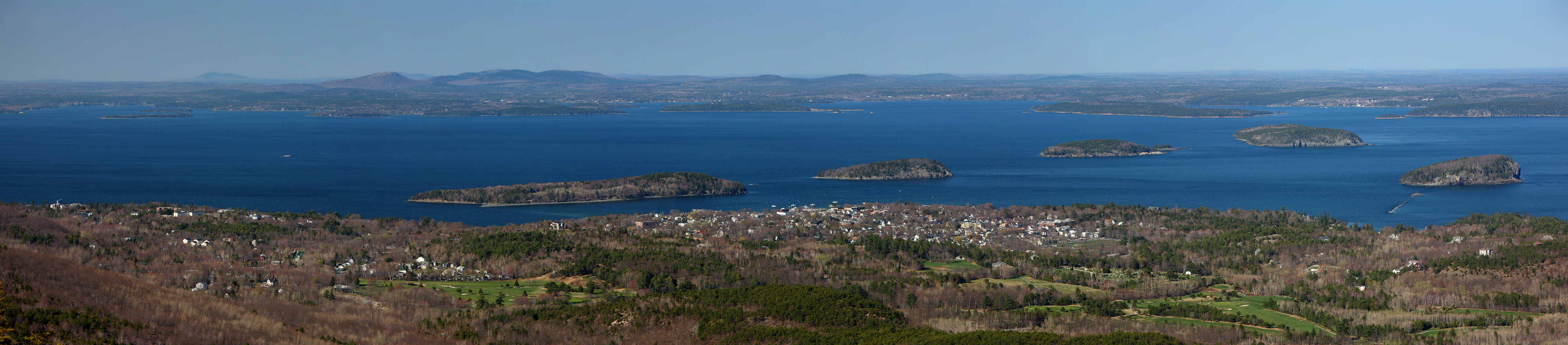
아케디아 국립공원

아케디아 국립공원(Acadia National Park )은 미대륙의 동북부 끝, 캐나다와 국경을 맞대고 있는 메인주에 있다. 이 공원은 대서양 연안에서 가장 커다란 바위들로 만들어진 40평방마일의 Mount Desert Mountains의 봉우리들이다. 아랫부분이 휘몰아치는 파도에 의해 침식을 받은 커다란 화강암 절벽들이 바다의 이곳저곳에 우뚝 솟아 있다. 대서양 연안 그 어느 곳에서도 여기처럼 육중한 바위들이 조화를 이루며 그림과 같이 아름답게 산재해 있는 곳은 찾아볼 수가 없다. 이 공원 주변에는 가문비나무, 잣나무, 소나무와 북부원산 활엽수들이 자라고 있으며, 북극산 종자를 포함한 5백여종의 야생화들이 이 공원을 밝게 채색하고 있다. 아케디아 공원은 또한 조류와 야생동물의 은신처이기도 하다.

## 옐로스톤 국립공원

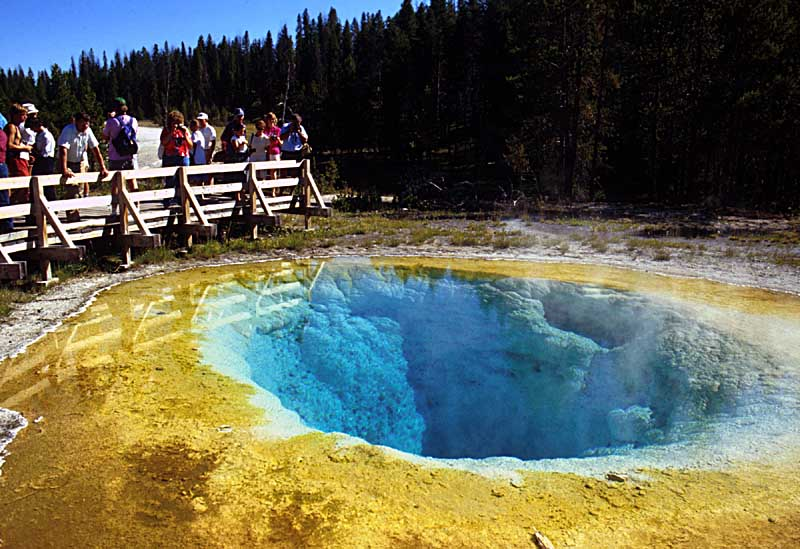
옐로스톤의 모닝글로리호수

옐로스톤 국립공원(Yellowstone National Park)은 미국 와이오밍주 북서부, 몬태나주 남부와 아이다호주 동부에 걸쳐 있는 미국 최대,최고의 국립공원이다. 대략 89만 9000ha의 거대한 국립공원이다. 황 성분이 포함된 물에 의해 바위가 누렇고, 이로 인해 이런 이름이 붙여졌다. 옐로스톤 국립공원에는 대자연의 경이가 모두 존재한다. 뜨거운 지하수를 하늘 높이 내뿜는 많은 수의 간헐온천을 비롯한 여러 가지 종류의 온천들이 1만여개나 있으며 그 가운데 올드페이스풀 간헐온천이 가장 유명하다. 산중 호수로서는 북미대륙에서 제일 큰 1백36평방마일에도 백설을 안고 있는 1만피트가 넘는 산봉우리가 45개나 있다. 게다가 800km 가 넘는 도로, 1600km가 넘는 오솔길도 있다. 또한 철마다 야생화로 덮이는 대초원 곳곳에는 버펄로라 불리는 아메리카 들소, 고라니, 곰, 사슴 등 많은 야생동물들이 보호되고 있고, 세계유산에 등록되어 있다.

## 칼스베드 동굴 국립공원

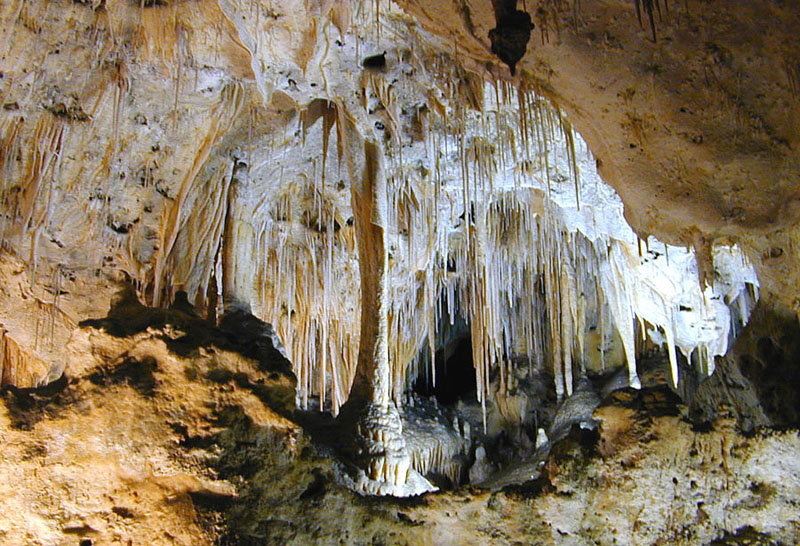
칼스베드 동굴안의 석순과 종유석들

칼스베드 동굴 국립공원(Carlsbad Caverns National Park)은 뉴멕시코주 남동쪽 칼스베드(Carlsbad) 도시 근방에 있다. 세계적으로 유명한 거대한 지하동굴이 있는 국립공원이다. 지리적으로 볼때 치와와 사막에 속하는 과다루페산맥 지대에 속한다. 공원의 동굴은 지하에 있는 석회암이 수천만년 동안 지하수에 녹아 굴이 형성되었고 수많은 종유석과 석순의 예술품이 만들어졌다. 이 지역에는 약 300개의 동굴이 확인되었는데 그중 116개의 동굴이 공원 안에 있다. 가장 큰 동굴안의 공간은 빅룸(Big Room)인데 길이가 1200m고 폭이 191m에 천정의 높이가 110m에 달한다. 풋볼 경기장 6개에 비교되는 큰 공간이다. 전 세계에서 7번째로 큰 지하공간이 된다. 2010년 이곳을 찾아온 여행자수는 42만8천명이었다

## 같이 보기
- 미국 국립공원관리청
- 미국의 세계유산